# Stellaria alaschanica
Stellaria alaschanica là loài thực vật có hoa thuộc họ Cẩm chướng. Loài này được Y.Z. Zhao miêu tả khoa học đầu tiên năm 1982.